# Marc Moulin

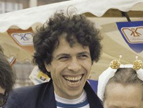
Marc Moulin

Marc Moulin (Elsene (Brussel),  16 augustus 1942 – aldaar, 26 september 2008) was een Belgisch muzikant. Hij begon als jazzmuzikant, schreef en produceerde talrijke succesnummers van het Franse chanson en was ook radio- en televisiepresentator, kroniekschrijver en auteur van boeken en toneelstukken.

## Levensloop
Moulin was de zoon van professor Léo Moulin en van de dichteres Jeanine Moulin. Als licentiaat politieke en economische wetenschappen van de ULB begon hij zijn muzikale carrière als pianist in jazzkroegen en op festivals. Hij richtte eind jaren zestig samen met gitarist Philip Catherine een jazzrock-groep op, won diverse prijzen, en begon in het begin van de jaren zeventig zijn eigen groep, Placebo (niet te verwarren met de huidige rockgroep Placebo). De groep kreeg zeer snel internationale bekendheid met de platen "Ball of eyes", "1973" en "Placebo". In 1976 gaf de groep een laatste concert. In 1977 was Moulin korte tijd lid van de avant-garde rockgroep Aksak Maboul. Hij is ook te horen op hun eerste album.
Met Telex, een andere groep die hij eind jaren zeventig oprichtte, zorgde Moulin voor sensatie in de elektro-pop en aanverwante genres. Sindsdien bracht hij meerdere albums uit onder zijn naam: "Sam Suffy", "Picnic", "Maessage", "Top Secret", "Entertainment" en in 2007 "I am you".
Daarnaast was Moulin ook producer en componist. Hij werkte onder meer met Lio ("Banana Split", "Amoureux solitaires", "Mona Lisa" en "Les brunes ne comptent pas pour des prunes"), Jacques Duvall ("Comme la romaine", "Je déçois"), Alec Mansion, Anna Domino, Kid Montana, Viktor Lazlo en meer recent Alain Chamfort.
Hij werd geregeld gevraagd om filmmuziek te schrijven voor de televisie en de bioscoop. Parallel met zijn muzikale carrière maakte Moulin ook naam als mediafiguur. Sinds 1967 verzorgde hij voor RTBF diverse uitzendingen: "Cap de nuit", "King Kong", en andere jazzprogramma's.  Vooral met "Radio Cité", de ook in Nederlandstalig België populaire weekenduitzendingen van "Radio 21" tussen 1978 en 1986, verwierf hij bekendheid bij een groter publiek. Hij werkte ook mee aan de magazines van France Musique (Radio France). Moulin componeerde de tunes van "Cap de nuit" (1967), "Dimanche musique" (1969), "Cargo de nuit européen" (1989) en van het televisiejournaal (1990). Hij zetelde ook in het team van "Le jeu des dictionnaires" en "La semaine infernale".
Vanaf 1997 verzorgde Moulin de rubriek "Humoeurs" van het tijdschrift Télémoustique. Hij schreef voorts toneelstukken: "Les aventures du docteur Martin" (opgevoerd in 1997), en "l’Ascenseur" (opgevoerd in 2000), en twee boeken: "La surenchère (l'homme médiatique)" en "A la recherche du bémol".
Moulin was een stevig roker. Hij overleed op 66-jarige leeftijd aan de gevolgen van keelkanker en werd op 30 september 2008 begraven te Elsene.
Zijn zoon Denis Moulin, ook bekend als La Malice, is een deephouse-remixer.

## Discografie
Met Placebo
- Ball of Eyes (1971)
- Placebo 73 (1973)
- Placebo (1974)
- The Placebo Sessions 71-74 (1999)
- The Placebo Years 71-74 (2006)

Met Telex
- Looking for Saint-Tropez (1979)
- Neurovision (1980)
- Sex (1981)
- Birds & Bees (1982)
- Wonderfull World (1984)
- Looney Tunes (1986)
- How Do You Dance? (2006)

Solo
- Sam Suffy (1974)
- Picnic (1986)
- Maessage (1992)
- Top Secret (2001)
- Entertainment (2004)
- I am you (2007)